# Евлоев, Ахмед Султанович
Евло́ев Ахмед Султа́нович (ингуш. Йо́влой Султа́на А́хьмад) (1971, Орджоникидзевская, ЧИАССР) — российский ингушский актёр театра и кино, режиссёр. Народный артист Республики Ингушетия (2005). Художественный руководитель Студии театра и кино «Барт».

## Биография
Родился в Орджоникидзевской Чечено-Ингушской АССР. После окончания средней школы, в 1990 году Ахмед Евлоев поступил в актёрское отделение филологического факультета Чечено-Ингушского государственного университета. Там во время учёбы проходит курс мастера Заслуженного артиста РСФСР Магомета Цицкиева. В 1994 году успешно заканчивает учёбу в университете.
В 1993 году начинает работать актёром в Ингушском государственном драматическом театре им. И. Базоркина.
В начале 1997 года Ахмед Евлоев вместе с коллегами артистами театра под непосредственным руководством специалиста ГТРК «Ингушетия» Мадины Дзортовой создали юмористический телевизионный проект Зокх, который представлял собой цикл юмористических передач (комедийных миниатюр). Через полтора года на основе этого проекта 20 июля 1998 года Правительством РИ создается «Государственное учреждение творческое объединение „Зокх“», в котором Ахмед Евлоев проработал актёром до 2006 года. За это время было сделано около 20 выпусков «Зокх» с его участием.
18 января 2004 года у Ахмеда состоялись гастроли в Москве, где вместе с коллективом «Зокх» они организовали спектакль-концерт в концертном центре «Меридиан». В феврале того же года он был в составе правительственной делегации Республики Ингушетия в Казахстане, где принял участие в концертных программах Творческого объединения «Зокх» в Алмате, Астане, Павлодаре и Кокчетаве.
29 апреля 2005 года Ахмеду Евлоеву Президентом Республики Ингушетия присвоено почетное звание «Народный артист Республики Ингушетия».
В январе 2008 года Ахмед Евлоев, Муртаз Озиев и ещё несколько ингушских артистов инициировали создание нового культурного проекта — «Студию театра и кино „Барт“». Через месяц Правительством РИ студия «Барт» официально в качестве государственной организации была учреждена. Ахмед Евлоев был назначен её художественным руководителем.
В 2012 году в рамках «Года Германии в России» в Ингушетию нанесли визит члены немецкой секции Международного театрального института — режиссёр Петер Крюгер и доцент Мэтис Шрадер, и инициировали проведение в республике культурных мероприятий.
10 по 17 сентября 2012 года коллектив Студии «Барт» совместно с режиссёром Петером Крюгером организовали и провели проект «Немецкие дни в Ингушетии» и «Дни с Бертольтом Брехтом». Под руководством Петера Крюгера были организованы вечер выдающегося немецкого драматурга, поэта, прозаика и театрального деятеля Бертольта Брехта и постановка «К потомкам» с Евлоевым Ахмедом, Муртазом Озиевым и другими актёрами студии.
22 ноября 2012 года состоялись гастроли вместе с коллективом Студии «Барт» в г.Алматы в рамках Дней культуры Республики Ингушетия в Республике Казахстан.
25 ноября 2012 года гастроли в Бельгии. Ахмед Евлоев состоял в ингушской правительственной делегации.
В марте 2013 года сделал первую постановку спектакля — комедии по пьесе М. Ахмадова «Шаттӏа етта гӏала» («Замок, построенный на льду»).
16 мая 2015 года Ахмед Евлоев с Муртазом Озиевым приняли участие в юбилейном концерте группы «Лоам», посвященном её 20-летию, в Московском государственном музыкальном театре фольклора «Русская песня».

## Роли
- Николай Гоголь, «Ревизор» — Купец
- Саид Чахкиев, «Падение Джанхота» — Разбойник Батыр
- Карло Гольдони, «Трактирщица» — Граф Альбафьорита
- Саид Чахкиев, «Когда гибнут сыновья» — Дауд
- Авксентий Цагарели, «Ханума» — Тимотэ
- Федерико Гарсиа Лорка, «Кровавая свадьба» — Смерть
- Муса Ахмадов, «Волчий хвост» — Исропал
- Георгий Нахуцришвили и Борис Гамрекели, «Храбрый Кикила» — Отец
- Саид Чахкиев, «Террор» — Офицер НКВД
- Бадрудин Горчханов, «Рука судьбы» — Русланбек
- Саид Ахмад, «Бунт невесток» — Тимур
- Муса Ахмадов, «Современные дела»
- Эсет Сусуркиева, «Чудо праздник» — Волк

## Постановки
- Пьеса «Шаттӏа етта гӏала» («Замок, построенный на льду»), (Муса Ахмадов)